# S10
Стін ден Голландер (нар. 8 листопада 2000, Горн, Нідерланди), також відома як S10 — нідерландська співачка, реперка й авторка пісень. Стін почала свою музичну кар'єру у 2016 році, а у 2017 році підписала контракт з нідерландським хіп-хоп лейблом Noah's Ark. У 2019 році співачка випустила свій дебютний студійний альбом Snowsniper, який отримав премію Едісона. Представляла Нідерланди на Пісенному конкурсі Євробачення 2022 з піснею «De diepte», де посіла 11 місце. Її композиція стала першою з 2010 року, що була виконана нідерландською мовою.

## Ранні роки
Стін ден Голландер та її брат-близнюк народилися 8 листопада 2000 року в Аббекерку, Північна Голландія. З моменту народження вона майже не контактувала зі своїм біологічним батьком. Стін виросла в Аббекерку, а далі жила у Горні, де навчалася в середній школі. Після завершення навчальної програми MAVO у 2018 році, вона навчалвся в Академії Германа Бруда в Утрехті.
У підлітковому віці Ден Голландер мала проблеми з психічним здоров'ям, зокрема слухові галюцинації та депресію. Коли їй було 14 років, вона потрапила в психіатричну лікарню після спроби самогубства. Тоді в неї діагностували біполярний розлад.

## Кар'єра

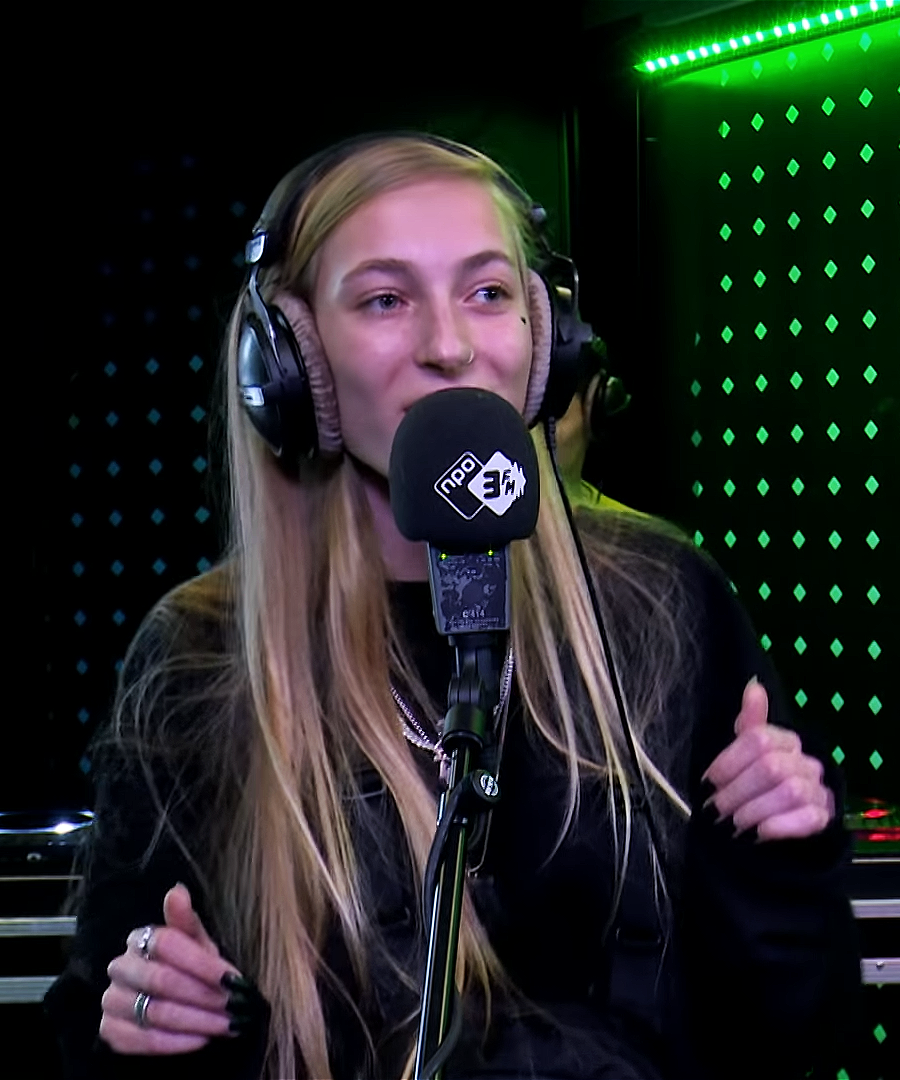
Стін у 2019 році

У 2016 році Стін самостійно випустила свій перший мініальбом Antipsychotica, який вона записала за допомогою навушників Apple і завантажила на SoundCloud. Незабаром після релізу Ден Голландер помітив репер Jiggy Djé, й у 2017 році вона підписала контракт з його лейблом Noah's Ark. Через рік співачка випустила другий мініальбом під назвою Lithium. У піснях Стін важливою темою постає її боротьба з психічними захворюваннями, а обидва мініальбоми названі на честь видів психіатричних препаратів.
У 2019 році вийшов її дебютний альбом Snowsniper. Назва є посиланням на фінського снайпера Сімо Гяюгя, який, як пояснила Ден Голландер у ЗМІ «про холодносердечність, самотність» і що «по суті, снайпер (Сімо Гяюгя) прагне до миру, як і я прагну до миру з собою». У лютому 2020 року альбом був нагороджений премією Едісона. У листопаді того ж року Стін випустила свій другий студійний альбом Vlinders, який посів 5 місце в рейтингу Dutch Album Top 100.
У 2021 році Ден Голландер випустила сингл, що став гітом, під назвою «Adem je in», який вона написала разом з Жаклін Говарт.

### Євробачення
7 грудня 2021 року було оголошено, що нідерландська телекомпанія AVROTROS обрала Стін представницею Нідерландів на Євробаченні 2022. 3 березня 2022 року була презентована її конкурсна пісня, що отримала назву «De diepte» (укр. Глибина). 25 січня 2022 року було проведено жеребкування, яке розподілило кожну країну в один із двох півфіналів, а також визначило, в якій половині шоу вони виступатимуть. Нідерланди потрапили до першого півфіналу, який відбувся 10 травня 2022 року, і виступили в першій половині шоу. Стін посіла друге місце у півфіналі з 221 балом (142 від журі та 79 від глядачів), що дозволило Нідерландам кваліфікуватися до фіналу Євробачення. У фіналі конкурсу співачка принесла країні 11 місце у фіналі з 171 балом (129 від журі та 42 від глядачів).

## Дискографія

### Альбоми
| Назва                                         | Деталі                                         | Позиції у чартах | Позиції у чартах |
| Назва                                         | Деталі                                         | NDL              | BEL              |
| --------------------------------------------- | ---------------------------------------------- | ---------------- | ---------------- |
| Snowsniper                                    | - Реліз: 8 листопада 2019 - Лейбл: Noah's Ark  | 61               | –                |
| Vlinder                                       | - Реліз: 13 листопада 2020 - Лейбл: Noah's Ark | 5                | –                |
| Ik besta voor altijd zolang jij aan mij denkt | - Реліз: 28 жовтня 2022 - Лейбл: Noah's Ark    | 6                | 58               |

### EP та мініальбоми
| Назва          | Деталі                                       |
| -------------- | -------------------------------------------- |
| Antipsychotica | - Реліз: 27 жовтня 2017 - Лейбл: Noah's Ark  |
| Lithium        | - Реліз: 16 липня 2018 - Лейбл: Noah's Ark   |
| Diamonds       | - Реліз: 14 березня 2019 - Лейбл: Noah's Ark |

### Сингли
| Назва                                         | Рік  | Альбом                                        |
| --------------------------------------------- | ---- | --------------------------------------------- |
| «Dark Room Filled with Flowers» (як Stien)    | 2016 | Поза альбомом                                 |
| «Gucci veter»                                 | 2017 | Поза альбомом                                 |
| «Storm»                                       | 2018 | Поза альбомом                                 |
| «Hoop» (feat. Jayh)                           | 2018 | Поза альбомом                                 |
| «Ik heb jouw back»                            | 2019 | Diamonds                                      |
| «Laat mij niet gaan»                          | 2019 | Snowsniper                                    |
| «Alleen»                                      | 2019 | Snowsniper                                    |
| «Ogen wennen altijd aan het donker»           | 2020 | Поза альбомом                                 |
| «Love = Drugs» (разом з Ares)                 | 2020 | Поза альбомом                                 |
| «Maria»                                       | 2020 | Vlinders                                      |
| «Achter ramen» (feat. Zwangere Guy)           | 2020 | Vlinders                                      |
| «Adem je in»                                  | 2021 | Ik besta voor altijd zolang jij aan mij denkt |
| «Adem je in (Remix)» (разом з Frenna & Kevin) | 2021 | Поза альбомом                                 |
| «Onderweg» (Bazart feat. S10)                 | 2021 | Поза альбомом                                 |
| «Schaduw» (KA feat. S10)                      | 2021 | Поза альбомом                                 |
| «De leven» (разом з Joep Beving)              | 2022 | Поза альбомом                                 |
| «De diepte»                                   | 2022 | Ik besta voor altijd zolang jij aan mij denkt |
| "Laat me los" (разом з BLØF)                  | 2022 | Ik besta voor altijd zolang jij aan mij denkt |

### Сингли в альбомах інших виконавців
| Назва                                       | Рік  | Альбом       |
| ------------------------------------------- | ---- | ------------ |
| «Codes» (Kraantje Pappie feat. S10)         | 2018 | Daddy        |
| «Vooruitzicht» (Lijpe feat. S10)            | 2019 | Fastlife     |
| «Ontastbaar» (Sticks feat. Winne & S10)     | 2020 | Stickmatic   |
| «Alles waard» (Winne feat. S10 & Raw Roets) | 2020 | So So Lobi 2 |

### Саундтреки
| Назва                       | Рік  | Альбом          |
| --------------------------- | ---- | --------------- |
| «Bag» (разом з Kevin & Hef) | 2020 | Mocro Maffia II |

## Нагороди та номінації
| Премії       | Рік  | Номінований альбом | Категорія    | Результат |
| ------------ | ---- | ------------------ | ------------ | --------- |
| Edison Award | 2020 | Snowsniper         | Альтернатива |           |
| Edison Award | 2021 | Vlinders           | Альтернатива |           |